# Бильбао (аэропорт)
Бильбао (баск. Bilbo-Loiu aireportua, исп. Aeropuerto de Bilbao) — аэропорт, расположен в 9 км к северу от города Бильбао на территории муниципалитета Лухуа. Это крупнейший аэропорт в Стране Басков.
Строительство аэропорта близ Бильбао началось в 1927 году, первые полёты произошли в 1928 году, во время гражданской войны строительство продолжалось, а аэропорт использовался как военный. В 1940-х гг. аэропорт в дневное время использовался и в целях гражданской авиации. В 1955 году был построен терминал. В 2000 году был открыт новый терминал по проекту известного архитектора Сантьяго Калатрава. В 2008 году по данным статистики услугами аэропорта воспользовались 4 172 901 человек.
В настоящее время аэропорт имеет две асфальтовые взлётно-посадочные полосы в 2000 и 2600 м длиной и шириной по 45 м.
С Бильбао аэропорт связывает автобусное сообщение службы BizkaiBus. Планируется также построить и железнодорожную ветку.